# Joras Centro
Joras Centro es un caserío peruano ubicado en el distrito de Ayabaca, perteneciente a la provincia homónima del departamento de Piura, al norte del Perú. 

## Ubicación
Joras Centro se ubica al noreste de la provincia de Ayabaca, en el distrito de Ayabaca, en el departamento de Piura.

## Demografía
En 2017 Joras Centro tenía una población de 199 habitantes.
| Gráfica de evolución demográfica de Joras Centro entre 1993 y 2017 |
|                                                                    |
| Fuentes: Población 1993 (junto con Minas de Joras) y 2017          |